# Пинчер, Маттиас
Матти́ас Пи́нчер (нем. Matthias Pintscher, 29 января 1971, Марль) — немецкий композитор и дирижёр.

## Биография
Учился в музыкальной школе в Детмольде, в 1990 году его наставником стал Ханс Вернер Хенце, направивший ученика в Международную школу искусств в Монтепульчано (1991—1992). Затем Пинчер учился в Дюссельдорфе у Манфреда Трояна, занимался в семинарах у П. Этвёша, Х. Лахенмана. Работал в Дортмунде, Люцерне, Кёльне и др. С 2007 года преподавал композицию в Высшей музыкальной и театральной школе Мюнхена. В 2013 возглавил Ensemble Intercontemporain.

## Творчество
Часто обращается к модернистской литературе (Малларме, Рембо, Э. Э. Каммингс, Ханс Хенни Янн), новейшему изобразительному искусству (Джакометти, Йозеф Бойс) и, вместе с тем, к музыкальной традиции (Джезуальдо, Паизиелло).

## Произведения

### Оперы
- Thomas Chatterton, опера по Хансу Хенни Янну (1994—1998)
- L’espace dernier, опера, по Рембо (2002—2003)

### Балет
- Gesprungene Glocken, на тексты Жан Поля, Рембо, Нового Завета (1993—1994, новая редакция 2000)

### Оркестровые сочинения
- Invocazioni (1991)
- Devant une neige (Monumento II) (1993)
- Dunkles Feld — Berückung (1993, новая редакция 1998)
- Choc (Monumento IV) (1996)
- Five Orchestral Pieces (1997)
- sur «Départ» (2000)
- with lilies white (2001—2002)
- en sourdine для скрипки и оркестра (2003)
- Reflections on Narcissus для виолончели и оркестра (2005)
- Towards Osiris (2006)
- Verzeichnete Spur (2006)
- Songs from Solomon’s Garden (2010)

### Камерные сочинения
- Первый струнный квартет (1988)
- Второй струнный квартет (1990)
- Partita для виолончели соло (1991)
- Omaggio a Giovanni Paisiello для скрипки (1991, новая редакция 1995)
- La Metamorfosi di Narciso для виолончели и ансамбля (1992)
- Второй струнный квартет «Ritratto di Gesualdo» (1992)
- Sieben Bagatellen mit Apotheose der Glasharmonika для бас-кларнета (1993, новая редакция 2001) или для кларнета (1994, новая редакция 2001)
- Départ (Monumento III) для ансамбля (1993, новая редакция 1995)
- dernier espace avec introspecteur для аккордеона и виолончели (1994)
- Figura II / Frammento для струнного квартета, по мотивам творчества Джакометти (1997)
- Figura I для аккордеона и струнного квартета (1998)
- in nomine для альта соло (1999)
- Figura IV / Passaggio для струнного квартета (1999)
- Figura III для аккордеона (2000)
- Figura V / Assonanza для виолончели (2000)
- tenebrae для альта и небольшого ансамбля с живой электроникой (2000—2001)
- Janusgesicht для альта и виолончели (2001)
- Study I for Treatise on the Veil для скрипки и виолончели (2004)
- Study II for Treatise on the Veil для скрипки, альта и виолончели (2006)
- Study III for Treatise on the Veil для скрипки соло (2007)
- Nemeton для перкусии соло (2007)

### Сочинения для фортепиано
- Monumento I (1991)
- Tableau / Miroir (1992)
- Nacht. Mondschein (1994)
- on a clear day (2004)

### Вокальные сочинения
- Gesprungene Glocken для сопрано и оркестра (1996)
- a twilight’s song для сопрано и 7 инструментов (1997)
- Music from «Thomas Chatterton» для баритона и оркестра (1998)
- Monumento V для 8 голосов, 3 виолончелей и ансамбля (1998)
- Hérodiade Fragmente для сопрано и оркестра (1999)
- Lieder und Schneebilder для сопрано и фортепиано (2000)
- Vers quelque part … — façons de partir для женских голосов и перкуссии (2000) или для женских голосов, перкуссии, 3 виолончелей и живой электроники (2001)

## Исполнители
Произведения Пинчера исполняли Т. Циммерман, Г. Шифф, Ф. П. Циммерман, Клаудия Бараински, Вивиана Хагнер, квартет Ардитти, Klangforum Wien, крупнейшие оркестры мира, которыми дирижировали Кент Нагано, Клаудио Аббадо, Лотар Загрошек, Пьер Булез, Петер Этвеш, Саймон Реттл, Юкка-Пекка Сарасте, Кваме Райан и др.

## Признание
Премия Южногерманского радио (Штутгарт, 1991), Художественная премия Касселя (1995), премия принца Монако (1999), Премия Хиндемита (2000), Большая премия Академии Шарля Кро (2001), Премия Хенце (2002) и другие награды. Почётный член Баварской академии изящных искусств (2004).